# 오가타정 (니가타현)
오가타정(大潟町)은 니가타현 남서에 위치했고, 나카쿠비키군의 정이다. 조에쓰시로의 통근율은 30.7%(2000년 인구조사).2005년 1월 1일에 조에쓰시에 편입해 정역은 지역 자치구 「오가타구」가 되었다.

## 역사
- 1889년 4월 1일 - 정촌제 시행과 함께 나카쿠비키군 가타마치촌이 성립하였다.
- 1901년 11월 1일 - 사이카타촌과 합병해 가타마치촌이 신설되었다.
- 1957년 8월 1일 - 정으로 승격해 오가타정이 즉시 개칭하였다.
- 2005년 1월 1일 - 조에쓰시에 편입되어 정역은 지역 자치구인 오가타구가 되었다.

## 교통

### 철도
- 동일본 여객철도
  - 신에쓰 본선

### 도로
- 국도 제8호선